# 주성우
주성우는 대한민국의 텔레비전 드라마 연출감독이다.

## 학력 및 경력
- MBC 프로듀서

## 드라마
- 2007년 MBC 주말 특별기획 드라마 《겨울새》 ... 공동연출
- 2008년 MBC 저녁 일일연속극 《춘자네 경사났네》 ... 공동연출
- 2010년 MBC 2부작 특집 드라마 《된장 군과 낫토 짱의 결혼 전쟁》 ... 연출
- 2010년 MBC 저녁 일일연속극 《황금물고기》 ... 공동연출
- 2011년 ~ 2012년 MBC 주말 특별기획 드라마 《애정만만세》 ... 연출
- 2013년 MBC 주말 특별기획 드라마 《백년의 유산》 ... 연출
- 2014년 ~ 2015년 MBC 주말 특별기획 드라마 《전설의 마녀》 ... 연출
- 2016년 MBC 월화 특별기획 드라마 《몬스터》 ... 연출
- 2017년 ~ 2018년 MBC 주말연속극 《밥상 차리는 남자》 ... 연출
- 2025년 TBA 드라마 《그래, 이혼하자》 ... 연출